# Ahmed Mekehout
Ahmed Mekehout (en arabe : أحمد مكحوت), est un footballeur algérien né le 4 avril 1983 à Taher dans la wilaya de Jijel. Il évoluait au poste de milieu défensif.

## Biographie
En juin 2009, Mekehout retourne au CR Belouizdad, après avoir passé une seule saison à l'USM Annaba.
Mekehout, avec son coéquipier du CR Belouizdad, Amine Aksas, accepte de rejoindre le club saoudien d'Al-Qadsiah FC, avec un contrat d'un an, avant finalement de se rétracter.
En avril 2008, Mekehout est appelé en équipe d'Algérie A' pour les qualifications au Championnat d'Afrique des nations 2009 contre le Maroc.
Mekehout dispute environ 160 matchs en première division algérienne au cours de sa carrière.

## Palmarès
- Finaliste de la Coupe d'Algérie en 2012 avec le CR Belouizdad